# Host (álbum)
Host es el séptimo álbum de Paradise Lost. La banda empujó su nuevo sonido hasta el extremo, abandonando cualquier rastro de metal, enfocándose en grupos synthpop como Depeche Mode, aunque la banda nunca estuvo de acuerdo con esta descripción. Las guitarras quedan enterradas en la mezcla, al igual que el bajo, mientras que en vez de batería, en la mayoría de los temas, se usan golpes generados por cajas de ritmo, y la voz de Nick Holmes se hace más suave que en el anterior disco.
La banda ha declarado que este disco era un experimento que se tenía que hacer, y desde la salida de In Requiem la banda ha prestado menor atención a las canciones de este disco en sus presentaciones en vivo, tocando algunas veces «So Much Is Lost».

## Lista de canciones
1. «So Much Is Lost» – 4:16
2. «Nothing Sacred» – 4:02
3. «In All Honesty» – 4:02
4. «Harbour» – 4:23
5. «Ordinary Days» – 3:29
6. «It's Too Late» – 4:44
7. «Permanent Solution» – 3:17
8. «Behind the Grey» – 3:13
9. «Wreck» – 4:41
10. «Made the Same» – 3:34
11. «Deep» – 4:00
12. «Year of Summer» – 4:16
13. «Host» – 5:12

## Créditos
- Nick Holmes - Voz
- Gregory Mackintosh - Guitarra, teclados
- Aaron Aedy - Guitarra
- Stephen Edmondson - Bajo
- Lee Morris - Batería